# Edgar Jené
Edgar (eigentlich Erhard) Jené (* 4. März 1904 in Saarbrücken-Malstatt; † 15. Juni 1984 in La Chapelle-Saint-André, Frankreich) war ein deutsch-französischer Maler, Grafiker und bedeutender Surrealist.

## Biografie
1922–1924 studierte Edgar Jené an der Akademie der Bildenden Künste München.
1924/25 nahm er ein Studium an der École nationale des beaux-arts, der Académie Julian und der Académie de la Grande Chaumière in Paris auf. Dort lebte er bis zu seiner Rückkehr nach Saarbrücken im Jahr 1928, wo er bis zum Jahr 1935 als freischaffender Künstler arbeitete.
1929 heiratete er Charlotte („Coco“) Pfaller, zwei Jahre später wurde der Sohn Tom geboren. 1935 emigrierte er auf Grund der politischen Entwicklung in Deutschland nach Wien, wo er nach geschiedener erster Ehe 1938 Erica Lillegg heiratete.
André Breton, Paul Celan, Max Ernst und andere Vertreter der surrealistischen Bewegung gehören zu Jenés geistigen Weggefährten in Wien und Paris. Besonders mit Celan verband ihn eine enge Freundschaft.
1937 wurde in der Nazi-Aktion „Entartete Kunst“ aus öffentlichen Sammlungen in Deutschland acht Werke Jenés beschlagnahmt.
Im Wien der Nachkriegszeit (1945–50) wurde Jené zum Förderer und Vermittler des Surrealismus; dort organisierte er gemeinsam mit Paul Celan und Arnulf Neuwirth die erste Surrealismus-Ausstellung. Weiterhin war er in Wien als Bildredakteur für die Zeitschrift „Plan“ und als Mitherausgeber der „Surrealistischen Publikationen“ tätig. Mit Albert Paris Gütersloh wurde er zum Spiritus Rector der Wiener Schule des Phantastischen Realismus.
Von 1950 bis 1965 lebte Jené in Paris. Dort hatte er enge Kontakte zu den Surrealisten, die sich im Umfeld der Galerie Furstenberg als Künstlerkreis etablierten. In dieser Zeit organisierte er etliche Ausstellungen, u. a. auch im Saarland. Von 1965 bis zu seinem Tod lebte er in Demeulaine, einer mittelalterlichen Mühle in La Chapelle St. André (Burgund).
Der Wiener Publizist und Journalist Otto Basil schreibt über Edgar Jené: „Jenés Bilder überraschen durch die Unmittelbarkeit der rein malerischen Konzeption. In seinen Werken herrscht ein weises Maßhalten und eine meisterlich ökonomische Farbgebung, die in einem gedämpften Kolorit von Mitteltönen ... harmonisch ausschwingt. Was aber den Bildern eine so magische Anziehungskraft verleiht, ist ihre Unwirklichkeit, ihre seltsame Irrealität, die sie gewissen, nur im Traum oder Wachtraum erlebbaren Seelenzuständen annähert.“

## 1937 als „entartet“ aus öffentlichen Sammlungen in Deutschland beschlagnahmte Werke
- Badende (Tafelbild; Pfälzisches Gewerbemuseum Kaiserslautern. Verbleib ungeklärt.)
- Am Strand (Tempera; Pfälzisches Gewerbemuseum Kaiserslautern. 1940 zur „Verwertung“ auf dem Kunstmarkt an den Kunsthändler Karl Buchholz und von dort 1941 an die Buchholz Gallery Curt Valentin New York; Verbleib ungeklärt.)
- Komposition (Aquarell; Pfälzisches Gewerbemuseum Kaiserslautern. 1940 zur „Verwertung“ auf dem Kunstmarkt an den Kunsthändler Karl Buchholz und von dort 1941 an die Buchholz Gallery Curt Valentin New York; Verbleib ungeklärt.)
- Tiger (Feder-Zeichnung, Tusche; Pfälzisches Gewerbemuseum Kaiserslautern. 1940 zur „Verwertung“ auf dem Kunstmarkt an den Kunsthändler Karl Buchholz und von dort 1941 an die Buchholz Gallery Curt Valentin New York; Verbleib ungeklärt.)
- Akt (Feder-Zeichnung, Tusche; Pfälzisches Gewerbemuseum Kaiserslautern. 1940 an den Kunsthändler Bernhard A. Böhmer. Verbleib ungeklärt.)
- Fische (Tafelbild; Staatliches Museum Saarbrücken. Zerstört.)
- Stillleben (Tafelbild; Staatliches Museum Saarbrücken. Zerstört.)
- Komposition (Druckgrafik; Staatliches Museum Saarbrücken. 1940 zur „Verwertung“ auf dem Kunstmarkt an den Kunsthändler Karl Buchholz und von dort 1941 an die Buchholz Gallery Curt Valentin New York; Verbleib ungeklärt.)

## Ehrungen, Auszeichnungen
- 1931/32 Stipendiat der Villa Massimo (Deutsche Akademie Rom Villa Massimo)
- 1964 Kunstpreis des Saarlandes.

## Ausstellungen (Auswahl)
Einzelausstellungen
- 1933–2013 regelmäßige Ausstellungen in der Galerie Elitzer (Saarbrücken)
- 1930/31 Heimatmuseum (Saarbrücken)
- 1931 Galerie Flechtheim (Berlin)
- 1948 Galérie Nina Dausset (Paris)
- 1950 Galerie Egon Günther, Mannheim
- 1951 Saarlandmuseum (Saarbrücken)
- 1954–1960 mehrere Ausstellungen in der Galérie Furstenberg (Paris)
- 1964 Saarlandmuseum (Saarbrücken)
- 1965 Museum Pfalzgalerie Kaiserslautern
- 1974 Saarlandmuseum (Saarbrücken)

Beteiligungen
- 1928/29 Salon des Indépendants (Paris)
- 1931 Novembergruppe (Berlin)
- 1937 Hagenbund (Wien)
- 1938 Modern art of 20th century [Verfemte deutsche Kunst] (Burlington Gallery, London)
- 1946 Wandelgänge des Wiener Volkstheaters
- 1947 Art-Club (Wien)
- 1952 Peinture surréaliste en Europe (Saarlandmuseum, Saarbrücken)
- 1955 Art 1955 (Musée des beaux-arts, Rouen)
- 1961 Surréalisme et précurseurs (Palais Granvelle, Besançon)
- 1962 Surrealismus. Phantastische Malerei der gegenwart (Künstlerhaus, Wien)
- 1964 Le surréalisme (Galerie Charpentier, Paris)
- 1971 Der Geist des Surrealismus (Baukunst-Galerie, Köln)
- 1972 Der Surrealismus 1922–1942  Haus der Kunst (München)
- 1985 Edgar Jené - Rosa und Heinrich Loew. Dokumente einer Freundschaft (Landesmuseum Mainz)

## Werke (Auswahl)
- Coco, 1928, 37,7 × 46,1 cm, Privatbesitz
- Mädchen mit Katze, bis 1930, Öl auf Leinwand, NS-verfolgungsbedingt aus der Sammlung Paul Westheim entzogen[2]
- Das Lager, 1945, Öl auf Leinwand, 61 × 74 cm, Saarland Museum Saarbrücken
- Handschuh der Nereïde, Öl auf Holz, 46 × 38,5 cm, Saarland Museum Saarbrücken
- Mondvogel, 1950, Öl auf Holz, 73,2 × 59,5 cm, Saarland Museum Saarbrücken
- Der Geworfene, 1952, Öl auf Malkarton, 62 × 44 cm, Pfalzgalerie Kaiserslautern